# Katghora
Katghora è una suddivisione dell'India, classificata come nagar panchayat, di 18.534 abitanti, situata nel distretto di Korba, nello stato federato del Chhattisgarh. In base al numero di abitanti la città rientra nella classe IV (da 10.000 a 19.999 persone).

## Geografia fisica
La città è situata a 22° 30' 0 N e 82° 32' 60 E e ha un'altitudine di 311 m s.l.m..

## Società

### Evoluzione demografica
Al censimento del 2001 la popolazione di Katghora assommava a 18.534 persone, delle quali 9.499 maschi e 9.035 femmine. I bambini di età inferiore o uguale ai sei anni assommavano a 2.862, dei quali 1.448 maschi e 1.414 femmine. Infine, coloro che erano in grado di saper almeno leggere e scrivere erano 11.487, dei quali 6.830 maschi e 4.657 femmine.